# سناریوی زمین‌لرزه

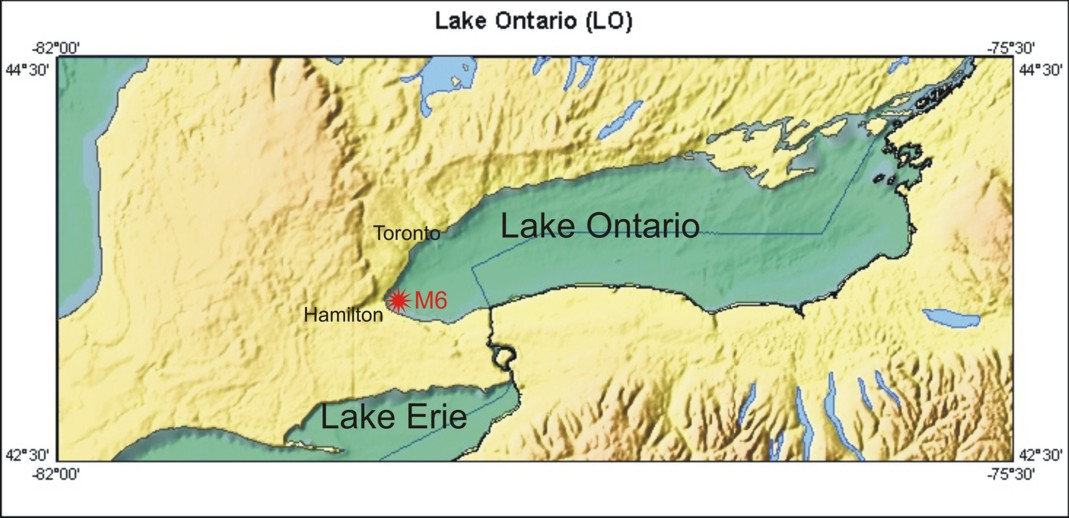
زمین‌لرزه سطح بازنگری (RLE) منطقی برای منطقه تورنتو

سناریوی زمین‌لرزه (به انگلیسی: Earthquake scenario)، یک ابزار برنامه‌ریزی برای تعیین واکنش‌های اضطراری مناسب یا سیستم‌های ساختمانی در مناطق در معرض خطر زلزله است. از اصول اولیه مطالعات خطر زمین‌لرزه‌ای استفاده می‌کند، اما معمولاً یک زمین‌لرزه تنظیم شده روی یک گسل خاص، به احتمال زیاد نزدیک یک ناحیه پرجمعیت قرار می‌دهد. بیشتر سناریوها مستقیماً با خطر لرزه‌ای شهری و به‌طور کلی ریسک زمین‌لرزه‌ای مرتبط هستند.